# 福利镇 (富川县)
福利镇，是中华人民共和国广西壮族自治区贺州市富川瑶族自治县下辖的一个乡镇级行政单位。

## 行政区划
福利镇下辖以下地区：
香草坪社区、福利村、罗丰村、花坪村、毛家村、红岩村、浮田村、务溪村、洞池村、白竹村和水头屯村。